# Большеарьевский сельсовет
Большеарьевский сельсовет — сельское поселение в Уренском районе Нижегородской области.
Административный центр — деревня Большая Арья.

## История
Статус и границы сельского поселения установлены Законом Нижегородской области от 15 июня 2004 года № 60-З «О наделении муниципальных образований — городов, рабочих посёлков и сельсоветов Нижегородской области статусом городского, сельского поселения».

## Население
| 2002 | 2010 | 2012 | 2013 | 2014 | 2015 | 2016 |
| ---- | ---- | ---- | ---- | ---- | ---- | ---- |
| 936  | ↘772 | ↘757 | ↘734 | ↘705 | ↗709 | ↘707 |
| 2017 | 2018 | 2019 | 2020 |      |      |      |
| ↗712 | ↘709 | ↘694 | ↘693 |      |      |      |

## Состав сельского поселения
| №  | Населённый пункт | Тип населённого пункта          | Население |
| -- | ---------------- | ------------------------------- | --------- |
| 1  | Багрец           | деревня                         | →0        |
| 2  | Бобылевка        | деревня                         | ↘224      |
| 3  | Большая Арья     | деревня, административный центр | ↘419      |
| 4  | Кочешково        | деревня                         | ↘26       |
| 5  | Максимовка       | деревня                         | ↘9        |
| 6  | Малая Арья       | деревня                         | ↘35       |
| 7  | Малая Малиновка  | деревня                         | ↘5        |
| 8  | Свищево          | деревня                         | ↘0        |
| 9  | Тарбеево         | деревня                         | ↘25       |
| 10 | Фоминское        | деревня                         | ↘29       |